# Stora Hällbovatten
Stora Hällbovatten är en sjö i Stenungsunds kommun i Bohuslän och ingår i Göta älv-Bäveåns kustområde. Sjöns area är 0,04 kvadratkilometer och den befinner sig 120 meter över havet.